# Uomo Squalo/Sul dirigibile
Uomo Squalo/Sul dirigibile è un singolo di Mal, pubblicato nel 1979 dalla Dischi Ricordi.

## Lato A
Uomo Squalo, scritto da Romolo Siena, su musica di Antonello De Sanctis, Adelmo Musso e lo stesso Mal, è stato la seconda sigla finale della trasmissione televisiva Il dirigibile.

## Lato B
Sul lato B è incisa Sul dirigibile, brano ispirato al programma. 